# Alchemilla curta
Alchemilla curta är en rosväxtart som beskrevs av S. Fröhner. Alchemilla curta ingår i släktet daggkåpor, och familjen rosväxter. Inga underarter finns listade i Catalogue of Life.